# Truth and Advertising
«Truth and Advertising» (en España «Verdad y propaganda» y en Hispanoamérica «Verdad y publicidad») es el noveno episodio de la decimonovena temporada de la serie animada South Park, y el episodio 266 en general, escrito y dirigido por el cocreador de la serie Trey Parker. El episodio se estrenó en Comedy Central el 2 de diciembre de 2015 en Estados Unidos, es la secuela del episodio «Sponsored Content» donde los anuncios siguen presentes en los ordenadores.

## Argumento
En clases de lenguaje, Eric se distrae molestando a Kyle donde tomó el bolígrafo y lo arrojó al piso, Kyle se molesta y ordena a Eric a recoger el bolígrafo, y luego fue llamado por el Sr. Mackey a la dirección general, Kyle pensaba que dialogaría con el Director PC pero él no estaba en su oficina, debido a que el Sr. Mackey le cuenta a Kyle que los miembros PC y su director se fueron a la huelga de hambre y que Jimmy y Leslie están desaparecidos. Mientras tanto, Jimmy explica sobre cómo los anuncios han evolucionado con el tiempo, llegando a ser más inteligentes y tomar de forma humana, en la que Leslie es una de ellas.
En la casa de Stan, Randy cena con su familia, y opina que la ciudad de South Park ya no era como antes, así que propone a Sharon a mudarse a otra ciudad, su familia se opone y Randy explica que es lo mejor para todos porque desde que revitalizaron la ciudad de South Park, se ha vuelto demasiado caro para vivir y que ha llevado a cabo una segunda hipoteca sobre su casa para ayudar a pagar los gastos. En la sala de pruebas, Jimmy dialoga con los reporteros que se siente apenado porque ha hablado con una niña muy simpática y amable resultando ser un anuncio en vez de una niña normal, los reporteros mencionan que el propósito de un anuncio es atraer y manipular a la gente. Jimmy sugiere que ésta nota sea publicada en el periódico de noticias escolares pero se entera de que ellos también son periodistas, el jefe sugiere a Jimmy para encontrar las falencias de Leslie y averiguar que están planeando los anuncios.
En la escuela primaria, Stan y Kyle observan las noticias del periódico escolar un titular que mencionaba que el Director PC envió a Jimmy y Leslie en un crucero de Disney por ser alumnos ejemplares, los chicos se daban cuenta de que ésta nota no la redactó Jimmy sino Nathan, y se dirigen a la sala de redacción donde pedían explicaciones a Nathan sobre el artículo escrito, sin obtener una respuesta concreta ya que Nathan hablaba como un estúpido comunicándose con los anuncios del computador. El Sr. Garrison y la directora Victoria acompañados de Caitlyn Jenner llegaban a South Park disfrazados para que nadie sea reconocidos fácilmente, de inmediato se dirigen a Whole Foods y se sorprenden que la ciudad ha cambiado radicalmente. En la sala de pruebas, Jimmy piensa que Leslie está de lado del Director PC pero ella dice lo contrario, que odia al director porque la calificó de bocona ya que le gusta hablar con sus compañeros, al final Jimmy falla en la investigación y termina siendo amigo de Leslie, mencionando a los reporteros que no todos los anuncios son malos, el jefe reportero dice a Jimmy que está pensando con el pene.  
En la casa de Eric, Kyle y la pandilla intentan buscar información o noticias acerca del Director PC en línea a través del computador, en cada clic aparecen anuncios publicitarios que son difíciles de cerrar, al parecer un anuncio llevó a los chicos a una heladería y terminan distrayéndose, esto conduce a una cierta tensión entre Kyle y Stan que creen firmemente que Nathan está causando distracción con el propósito de evitar buscar la verdad.  
En un bar, Randy hace conciencia de su culpabilidad, que South Park se haya modernizado y a la vez, productos con precios elevados y por eso piensa seriamente en abandonar la ciudad, luego sale del bar y es emboscado por Caitlyn, la directora Victoria y el Sr. Garrison, ellos comprueban si Randy es miembro PC, así que Caitlyn revisa si hay un tatuaje PC colocado en el muslo del trasero de Randy confirmando que si es un miembro PC, Garrison ordena a Caitlyn golpear violentamente en la espalda de Randy. De retorno a la sala de pruebas, Leslie le dice a Jimmy que el Director PC es el enemigo y luego se filtra un anuncio en el monitor de los periodistas para que no puedan escuchar la parte más importante que rinde Leslie, se trataba que ella pide ayuda a Jimmy para escapar del sitio y protegerla de posibles amenazas. 
En un motel, Randy se despierta en una silla interrogante para rendir declaraciones ante el Sr. Garrison acerca de los cambios que se produjeron en South Park, y que la formación de distritos también están presentes en varias ciudades de los Estados Unidos, involucrando al Director PC como el máximo responsable de este caso, entonces Randy planea personalmente eliminar al director. 
En la sala de pruebas, Jimmy y Leslie trataron de escapar de la base siendo detectados por los reporteros, que amenazan con disparar a ambos si se escapan del sitio, el mayor reportero deja la tarea al oficial Barbrady para encargarse de disparar a los niños, el oficial se niega a hacerlo porque no quería seguir matando niños y abandona la base disparando accidentalmente a un reportero. En la escuela primaria, la desconfianza mutua entre Kyle y Stan llevan a ambos a discutirse y luego convertirse en una confrontación física.
En la sala de redacción de la escuela, Jimmy pide explicación a Nathan acerca de las notas auspiciadas por el Director PC, cuando Jimmy menciona que sacará la noticia para el día siguiente de que los anuncios están atacando a la gente, Leslie le traiciona y golpea a Jimmy, dejando al descubierto el hecho de que Nathan es uno de los agentes de Leslie, la prueba de los periodistas estaban en lo correcto en las advertencias hacia Jimmy en no confiar en Leslie. Caitlyn, Garrison y Victoria lograron entrar en la casa de la comunidad PC y observaron que la zona estaba totalmente despejada, además descubrieron un anuncio en un computador, porque se llega a la conclusión de que el Director PC podría estar ayudando, y se distraen en una tienda de zapatos como lo hacían Kyle y su pandilla. Al finalizar, Leslie va a la casa de Kyle y pide ayuda con su código del seguro social.